# 分鉄開発
分鉄開発株式会社（ぶんてつかいはつ）は、かつて存在した大分県大分市に本社を置く九州旅客鉄道（JR九州）の子会社である。

## 概要
1982年（昭和57年）2月27日に創立された。1987年（昭和62年）4月1日の国鉄分割民営化に伴い、それまで業務を受託し駅管理を行っていた日本交通観光社から、大分地区の業務委託駅の移管を受けた。1988年（昭和63年）2月18日に現社名に変更した。
ただし、遅くとも1986年には大分地区に「分鉄開発」という名称の企業が存在しており、鉄道荷物会社としての業務を行っていた。国鉄分割民営化に伴う国鉄関連企業の移行、組織・業務の再編・移管の結果、この社名の承継が行われた模様である。
かつては、日豊本線内の8駅で駅委託業務を行っていたが、2015年4月1日を以て、JR九州鉄道営業に移管した。
- 本社 - 大分県大分市大道町1-5-6[3]

2017年4月1日、JR九州フードサービスに合併し解散した。「別府温泉 竹と椿のお宿 花べっぷ」はJR九州ホテルズが運営を引き継いだ。

## 主な事業
- ファストフード店運営
本社を置く大分県内のみならず、福岡県や鹿児島県等でもファストフード店舗を運営している[6][7]。
- 旅館運営
大分県別府市にある温泉旅館「別府温泉 竹と椿のお宿 花べっぷ」の営業管理を行っている（詳細は#別府温泉 竹と椿のお宿 花べっぷ参照）。

- 駅収受業務委託
日豊本線の別府駅南改札、牧駅、高城駅、鶴崎駅、大在駅、坂ノ市駅、幸崎駅、都農駅の駅収受業務を委託していた。

## 別府温泉 竹と椿のお宿 花べっぷ
- 所在地 - 大分県別府市上田の湯町16-50
- 5階建て[8]
- 延床面積 - 約3,000m2[8]
- 室数 - 30室（和室 - 14室、和洋室 - 13室、特別室 - 3室）[8]
- 定員 - 105名
- 交通 - JR九州別府駅から徒歩6分[8]

かつてはJR九州の宿 べっぷ荘として営業していたが、2012年1月9日にリニューアルのため一時閉館し、同年4月27日に別府温泉 竹と椿のお宿 花べっぷとして新装開業した。2013年には観光経済新聞社主催の人気温泉旅館ホテル250選に入選している。